# Королевский музей армии и военной истории Бельгии
Королевский музей армии и военной истории Бельгии (фр. Musée Royal de l'Armée, нидерл. Koninklijk Legermuseum) — военно-исторический музей в городе Брюсселе.
Большой военный музей расположен на некотором отдалении от центра Брюсселя в комплексе парка Пятидесятилетия. Вход в музей платный, стоимость 10€. Работает с 9 часов утра.

## История
Во время выставки 1910 был оформлен павильон военной истории Бельгии, который вызвал большой интерес публики. Поэтому возникла идея учредить постоянно действующий музей. Сначала музей располагался на территории монастыря Камбре (l’Abbaye de la Cambre). В 1923 году музей был открыт в Парке пятидесятилетия в Брюсселе.

## Коллекция
В музее представлена большая коллекция вооружения, холодное и стрелковое оружие, артиллерия, танки, машины, самолеты (включая транспортный Юнкерс-52), униформы, экипировки, предметы военного быта, а также различных видов оружия со времен средневековья и до современности.
Коллекция музея — одна из крупнейших в мире среди военно-исторических коллекций. Музей имеет отдельный павильон длиной 100 м, где выставлены военные самолёты от самый первых моделей аэропланов до современных реактивных самолётов, имеется специальный танковый двор.
Много экспонатов посвящено эпохе колониальных завоеваний, первой и второй мировых войн.
В музее представлена экспозиция, посвященная разработкам Николая Флорина, русского эмигранта, пионера вертолётостроения.

## Галерея

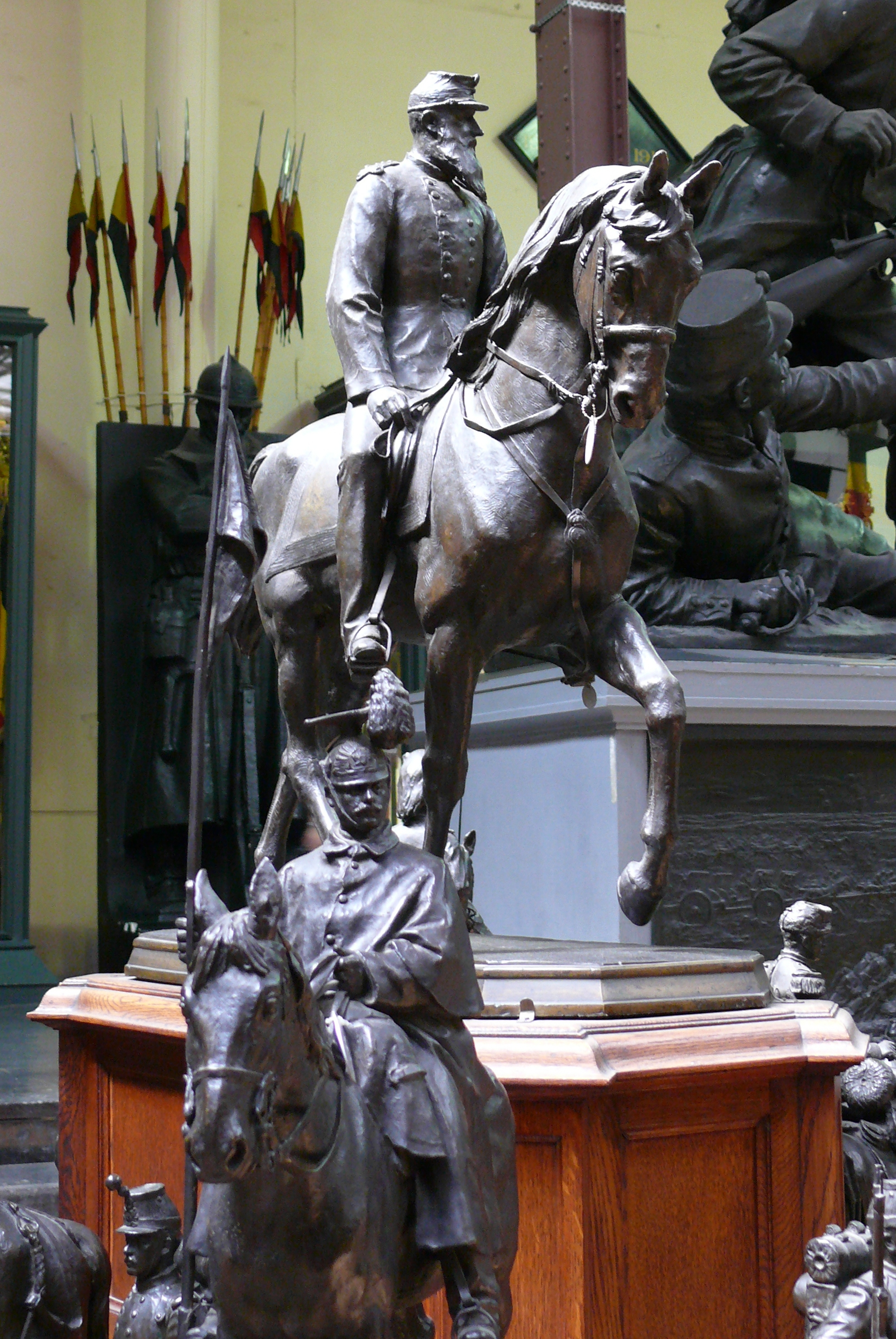
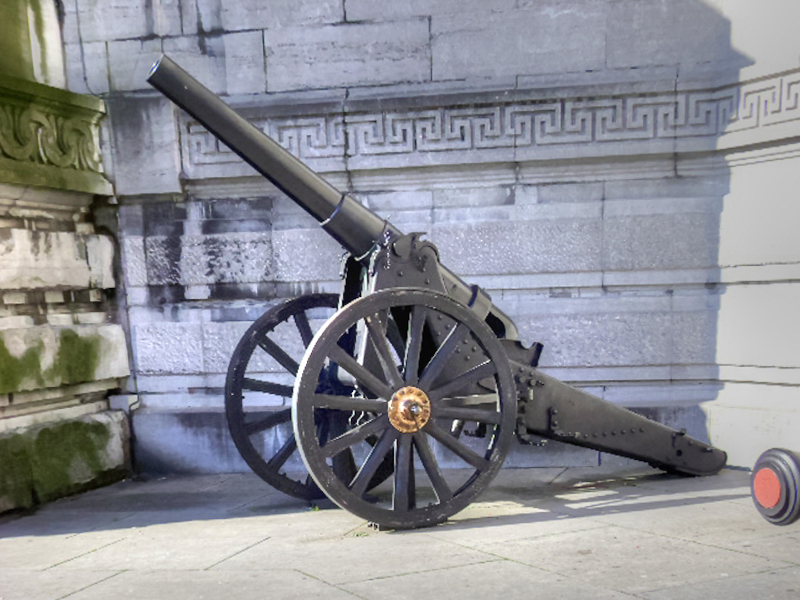
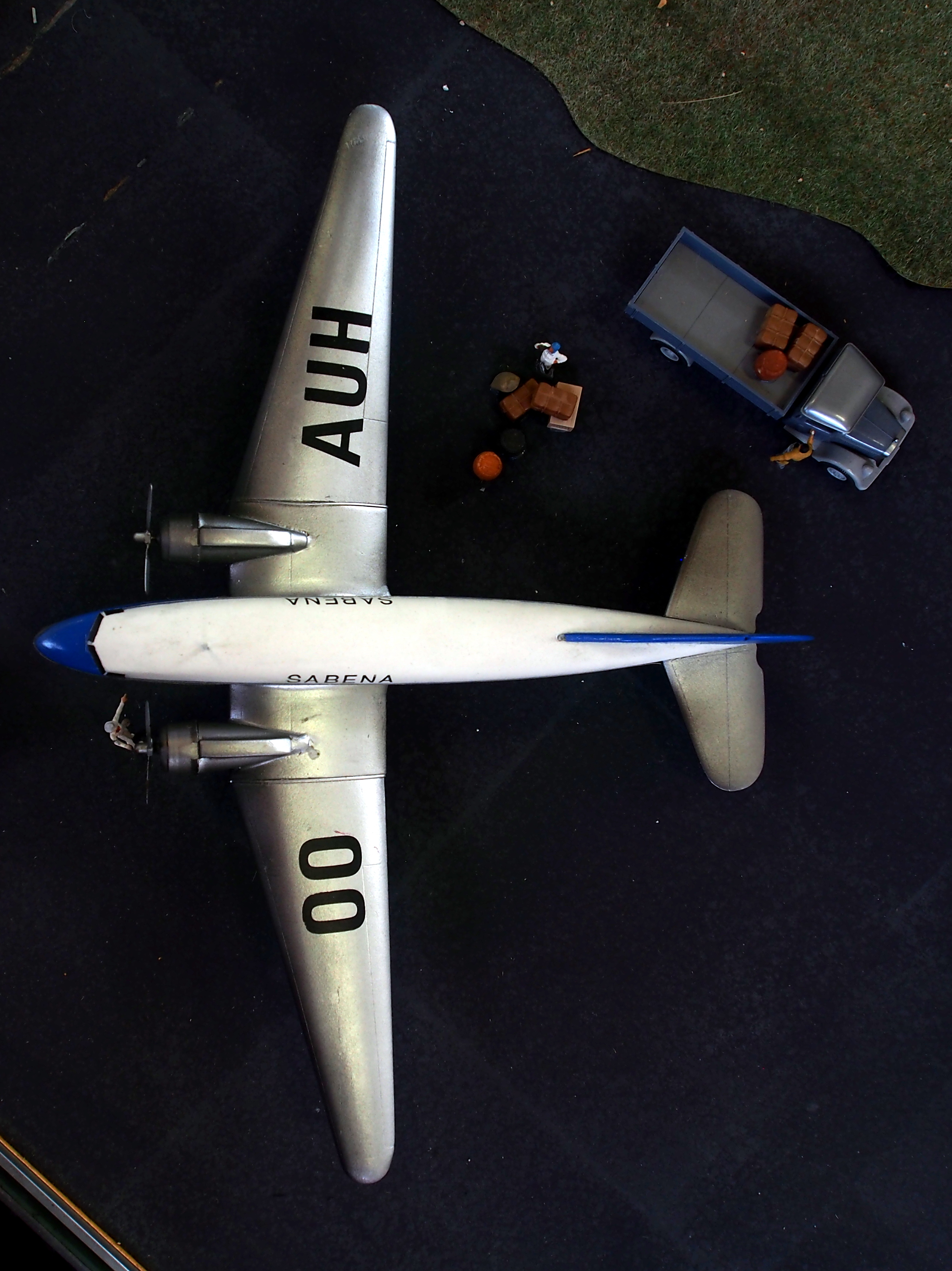
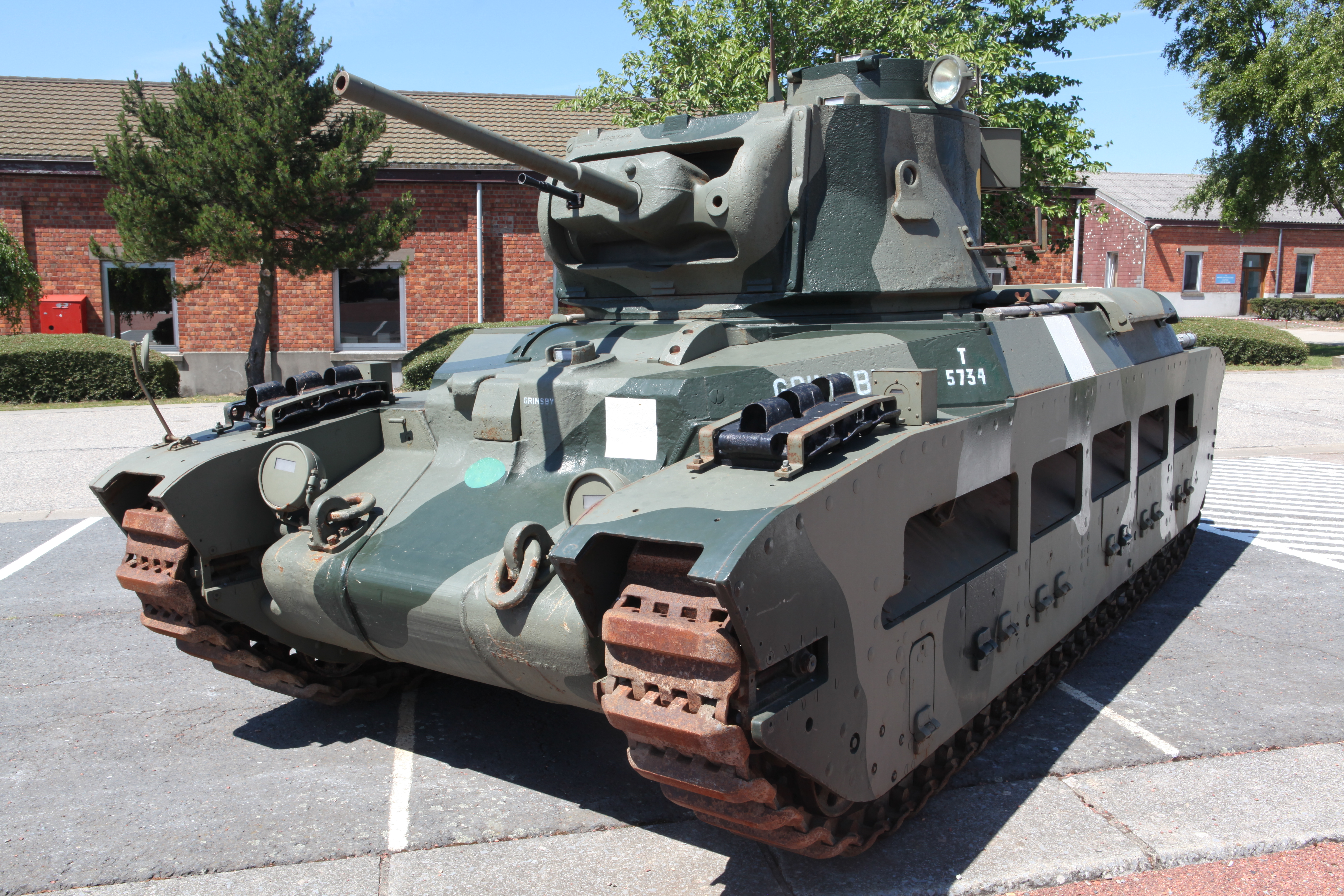
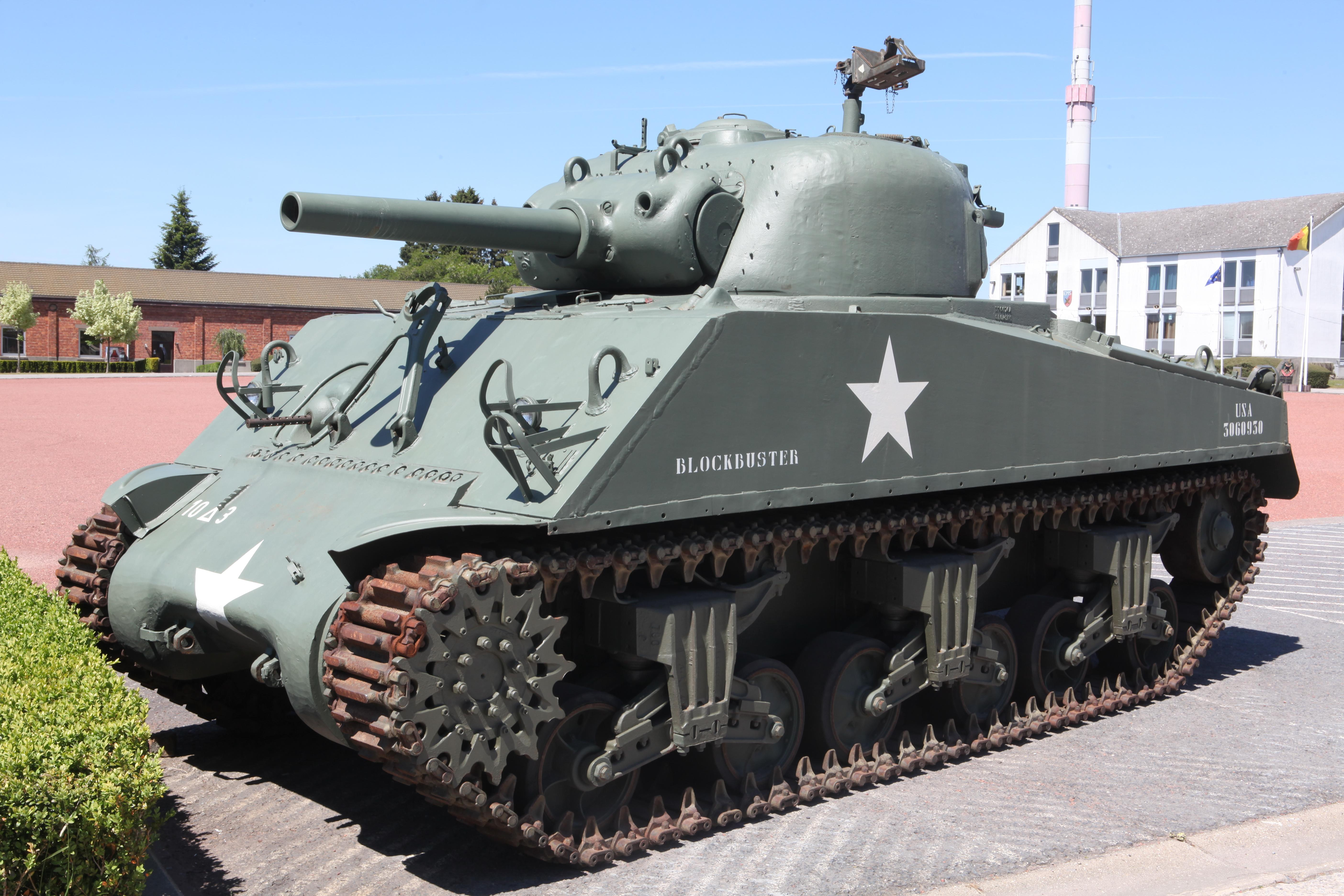
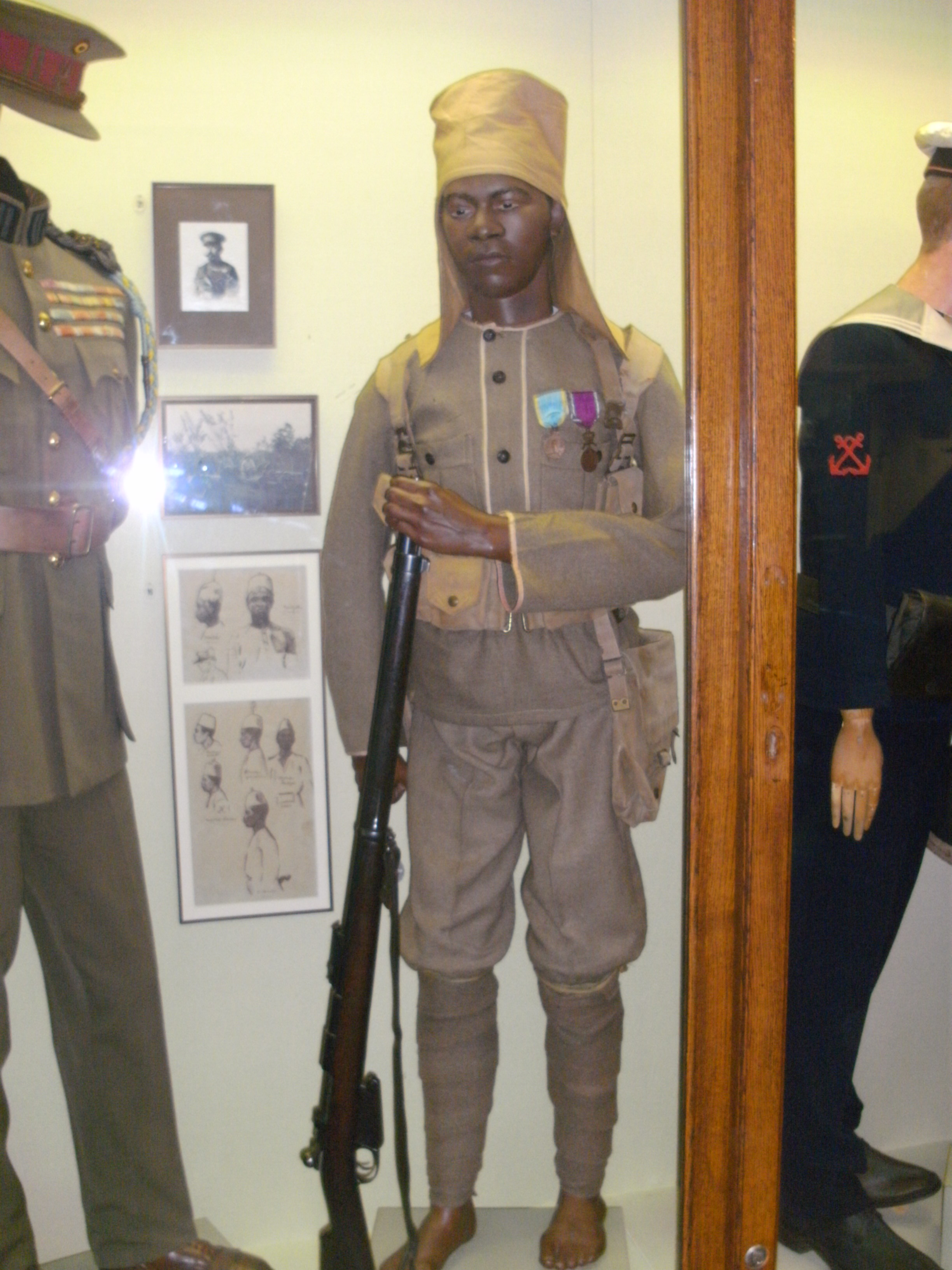

## Русская коллекция

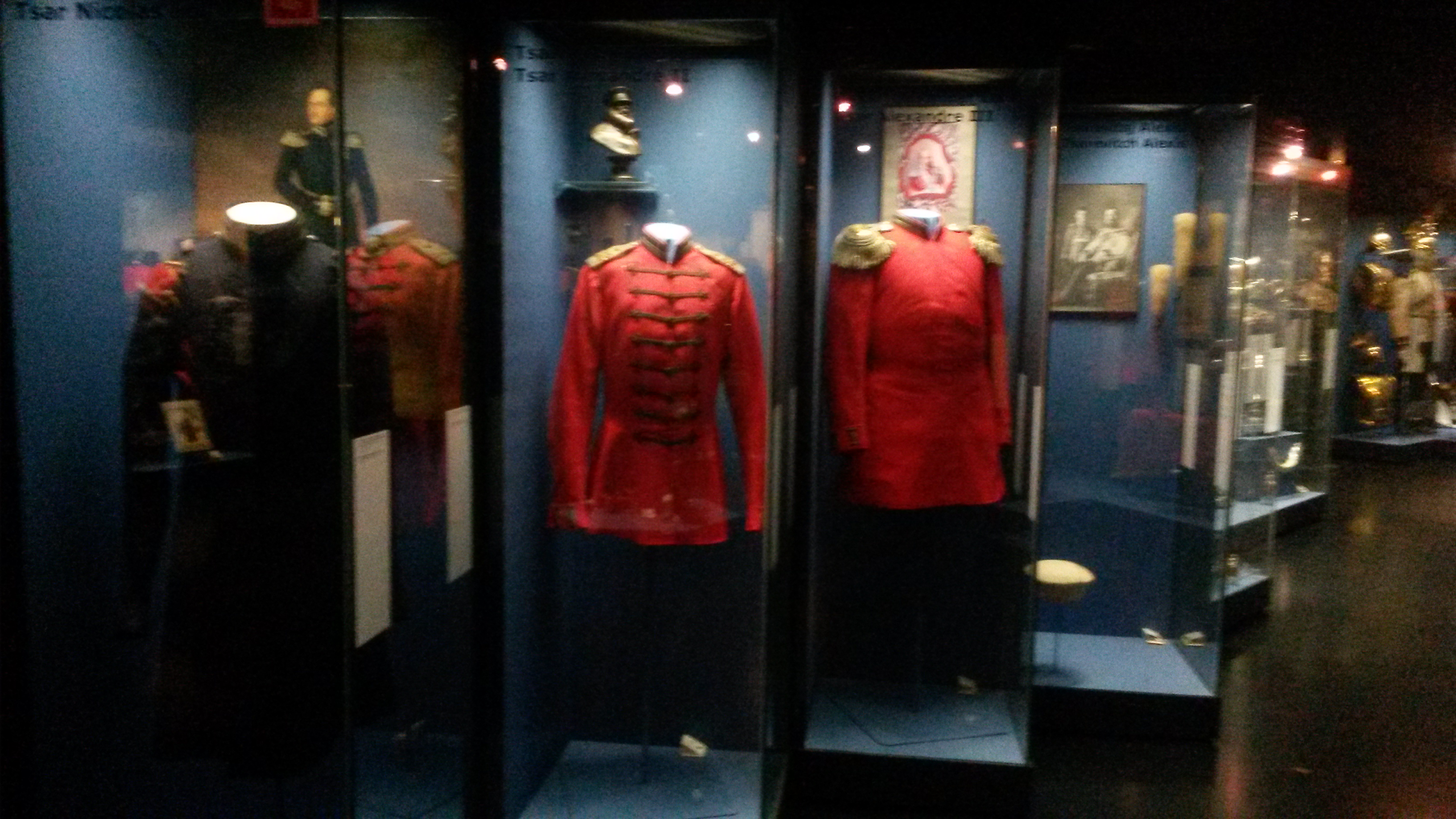
Мундиры российских императоров Николая I, Александра II, Александра III, поступившие из собрания полкового музея Сводно-Казачьего лейб-гвардии полка

В музее находится на хранении уникальная коллекция экспонатов вооруженных сил Российской империи: мундиры, знамёна, оружие, ордена и медали. Русскую секцию основал майор Бельгийской армии директор музея Л.Леконт. В музее представлены собрания, посвященные Лейб-гвардии Казачьему полку, Кирасирскому Её Величества и Уланам Его Величества полкам. Большая коллекция, посвященная Первой Мировой войне и участию в ней России. Большинство экспонатов поступили после революции от эмигрантов белогвардейцев, осевших во Франции и Бельгии. Так в музей была передана коллекция экспонатов полкового музея Сводно-Казачьего лейб-гвардии полка, включая мундиры Николая I, Александра II, Александра III, вывезенная из Санкт-Петербурга.